# Öffentlicher Vertrieb
Unter Öffentlicher Vertrieb (englisch public distribution) versteht man alle Aktivitäten, die die Ausgabe von Fondsanteilen und deren Platzierung am Markt zum Ziel haben. 
Dazu zählen:
- Kauf von Anteilen
- Beratung
- Werbung
- Verkaufsförderung

Fonds, die von einer deutschen Kapitalanlagegesellschaft aufgelegt werden und daher von der Bundesanstalt für Finanzdienstleistungsaufsicht (BaFin) genehmigt werden müssen, sind mit dem Tage der Auflegung zum öffentlichen Vertrieb in Deutschland zugelassen.
Im Gegensatz dazu darf bei ausländischen Fonds der Vertrieb in Deutschland erst beginnen, wenn seit dem Eingang der vollständigen Vertriebsanzeige bei der BaFin zwei Monate verstrichen sind, ohne dass die Behörde die Aufnahme des Vertriebes untersagt hat. Für Fonds mit „Europa-Pass“, die den Anforderungen der europäischen OGAW-Richtlinie entsprechen, gilt eine verkürzte Frist von zwei Monaten.
Kennzeichnend für den öffentlichen Vertrieb ist, dass die Aktivitäten vom Fondsanbieter oder einem von ihm Beauftragten, beispielsweise von einem Kreditinstitut oder einem Fonds-Shop, ausgehen. Dazu zählen unter anderem Werbeanzeigen, Plakate, Funk- und Fernsehspots, die Verteilung von Broschüren oder Vortragsveranstaltungen. Geht die Initiative jedoch vom Kunden aus eigenem Antrieb aus, indem er sich selbständig entsprechend informiert, so handelt es sich nicht um Vertrieb im Sinne des Investmentgesetzes. Werden die Fristen nicht eingehalten, untersagt die BaFin den weiteren Vertrieb. Die Fondsgesellschaft darf dann erst nach Ablauf eines Jahres einen neuen Antrag auf Vertrieb einreichen.
Das Gegenstück zum öffentlichen Vertrieb ist die Privatplatzierung.